# Amar Kola

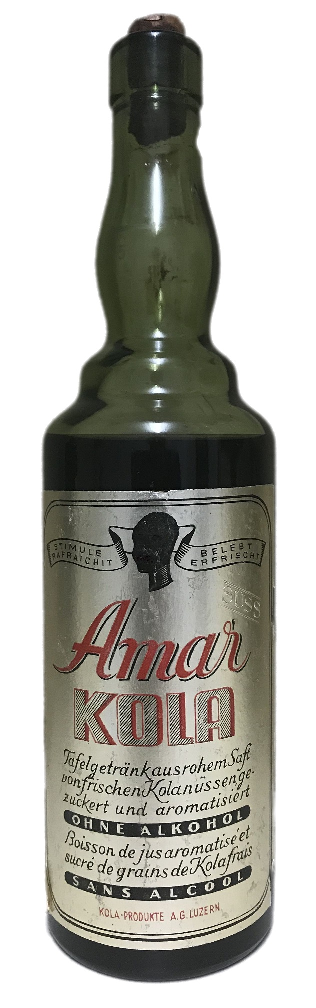
Amar Kola von 1935

Amar Kola war eine der ersten Schweizer Cola. Heute werden unter dieser Marke kolanusshaltige Hartbonbons hergestellt.

## Geschichte
Die Kolanuss gilt seit jeher als natürliches Aufputschmittel und fand als Colagetränk schnell Verbreitung. Die braune Brause erreichte auch die Schweiz, musste aber bis in den 1930er-Jahren noch aufwändig importiert werden. Um 1935 brachte die Kola-Produkte AG deshalb die erste Schweizer Cola auf den Markt. Sie lancierte, noch bevor Vivi Kola und Coca-Cola in der Schweiz abgefüllt wurden, mit Amar Kola ein kolahaltiges und gezuckertes Tafelwasser. Amar Kola wurde bei der Mineralquelle Riedstern in Schwarzenburg hergestellt. Bereits 1935 inserierte das Unternehmen in der Satirezeitschrift Nebelspalter. Die Kola-Produkte AG wurde 1936 ins Handelsregister des Kantons Luzern eingetragen und verlegte 1946 ihren Sitz nach Basel.
Die in Aarburg ansässige Firma Sutter Watskin erwarb 2020 die Markenrechte und begann mit der Produktion zuckerfreier Kolabonbons. Die ersten Bonbons entstanden im bernischen Hindelbank auf Prägerollen. Seit 2022 werden sie auf einer Prägekettenmaschine im aargauischen Rupperswil produziert. Die Bonbons sind zuckerfrei und vegan. Sie enthalten Koffein, Kolanuss und Vitamin C. Im Jahr 2022 wurden rund 600'000 Bonbons hergestellt.